# Romario Ibarra
Romario Andrés Ibarra Mina (Atuntaqui, 1994. szeptember 24. –) ecuadori válogatott labdarúgó, a mexikói Pachuca középpályása.

## Pályafutása

### Klubcsapatokban
Ibarra az ecuadori Atuntaqui városában született. Az ifjúsági pályafutását a Valle del Chota és az ESPOLI csapatában kezdte, majd az Universidad Católica akadémiájánál folytatta.
2012-ben mutatkozott be az Universidad Católica felnőtt keretében. 2013-ban a LDU Quito csapatát erősítette kölcsönben. 2018-ban az észak-amerikai első osztályban szereplő Minnesota Unitedhez igazolt. A 2019–20-as szezonban a Pachucánál szerepelt kölcsönben. 2020. július 1-jén szerződést kötött a mexikói együttessel. Először a 2020. augusztus 25-én, a Mazatlán ellen 4–3-ra megnyert mérkőzés 56. percében, Luis Chávez cseréjeként lépett pályára. Első gólját 2021. április 30-án, az Atlético San Luis ellen idegenben 5–1-es győzelemmel zárult találkozón szerezte meg.

### A válogatottban
2017-ben debütált az ecuadori válogatottban. Először 2017. október 5-én, Chile ellen 2–1-re elvesztett VB-selejtezőn 82. percében, Cristian Ramírezt váltva lépett pályára, majd két perccel később megszerezte első válogatott gólját.

## Statisztikák
2022. október 31. szerint
| Klub                   | Szezon   | Osztály  | Bajnokság | Bajnokság | Kupa  | Kupa | Nemzetközi | Nemzetközi | Összesen | Összesen |
| Klub                   | Szezon   | Osztály  | Meccs     | Gól       | Meccs | Gól  | Meccs      | Gól        | Meccs    | Gól      |
| ---------------------- | -------- | -------- | --------- | --------- | ----- | ---- | ---------- | ---------- | -------- | -------- |
| LDU Quito (kölcsönben) | 2013     | Serie A  | 7         | 0         | 0     | 0    | —          | —          | 7        | 0        |
| Universidad Católica   | 2014     | Serie A  | 34        | 4         | 0     | 0    | —          | —          | 34       | 4        |
| Universidad Católica   | 2015     | Serie A  | 27        | 1         | 0     | 0    | 1          | 0          | 28       | 1        |
| Universidad Católica   | 2016     | Serie A  | 24        | 2         | 0     | 0    | 2          | 0          | 26       | 2        |
| Universidad Católica   | 2017     | Serie A  | 33        | 7         | 0     | 0    | 3          | 1          | 36       | 8        |
| Universidad Católica   | 2018     | Serie A  | 13        | 1         | 0     | 0    | —          | —          | 13       | 1        |
| Universidad Católica   | Összesen | Összesen | 131       | 15        | 0     | 0    | 6          | 1          | 137      | 16       |
| Minnesota United       | 2018     | MLS      | 9         | 3         | 0     | 0    | —          | —          | 9        | 3        |
| Minnesota United       | 2019     | MLS      | 8         | 2         | 0     | 0    | —          | —          | 8        | 2        |
| Minnesota United       | Összesen | Összesen | 17        | 5         | 0     | 0    | 0          | 0          | 17       | 5        |
| Pachuca (kölcsönben)   | 2019–20  | Liga MX  | 20        | 4         | 2     | 1    | —          | —          | 22       | 5        |
| Pachuca                | 2020–21  | Liga MX  | 19        | 2         | 0     | 0    | —          | —          | 19       | 2        |
| Pachuca                | 2021–22  | Liga MX  | 32        | 4         | 0     | 0    | —          | —          | 32       | 4        |
| Pachuca                | 2022–23  | Liga MX  | 14        | 4         | 0     | 0    | —          | —          | 14       | 4        |
| Pachuca                | Összesen | Összesen | 85        | 14        | 2     | 1    | 0          | 0          | 87       | 15       |
| Összesen               | Összesen | Összesen | 240       | 34        | 2     | 1    | 6          | 1          | 248      | 36       |

### A válogatottban
| Válogatott | Év       | Pályára lépés | Gól |
| ---------- | -------- | ------------- | --- |
| Ecuador    | 2017     | 2             | 2   |
| Ecuador    | 2018     | 3             | 1   |
| Ecuador    | 2019     | 11            | 0   |
| Ecuador    | 2020     | 2             | 0   |
| Ecuador    | 2022     | 9             | 0   |
| Összesen   | Összesen | 27            | 3   |

#### Góljai a válogatottban
| # | Időpont              | Helyszín                                           | Ellenfél  | Gólok | Eredmény | Kiírás               |
| - | -------------------- | -------------------------------------------------- | --------- | ----- | -------- | -------------------- |
| 1 | 2017. október 5.     | Estadio Monumental David Arellano, Santiago, Chile | Chile     | 1–1   | 1–2      | 2018-as VB-selejtező |
| 2 | 2017. október 10.    | Estadio Olímpico Atahualpa, Quito, Ecuador         | Argentína | 1–0   | 1–3      | 2018-as VB-selejtező |
| 3 | 2018. szeptember 11. | Toyota Park, Bridgeview, Amerikai Egyesült Államok | Guatemala | 2–0   | 2–0      | Barátságos mérkőzés  |

## Sikerei, díjai
Pachuca
- Liga MX
  - Bajnok (1): Apertura 2022

## Fordítás
Ez a szócikk részben vagy egészben  a   Romario Ibarra című angol Wikipédia-szócikk fordításán alapul.  Az eredeti cikk szerkesztőit annak laptörténete sorolja fel. Ez a jelzés csupán a megfogalmazás eredetét és a szerzői jogokat jelzi, nem szolgál a cikkben szereplő információk forrásmegjelöléseként.